# Ungsocialisterna
För Socialistiska Partiets ungdomsgrupp, se Ungsocialisterna (Socialistiska partiet).
Ungsocialisterna var namnet på den anarkistiska och socialistiska organisation som kan sägas stå för brytningen mellan anarkismen och den svenska socialdemokratin år 1908. Det var bland annat dessa Ungsocialister som hade hand om tidningen Brand. Ungsocialisterna stod bland annat bakom bildandet av SAC och det Ungsocialistiska Partiet. Förbundet existerade fram till slutet av 1960-talet, då under namnet Anarkistiska federationen. De kallades även för unghinkarna. 

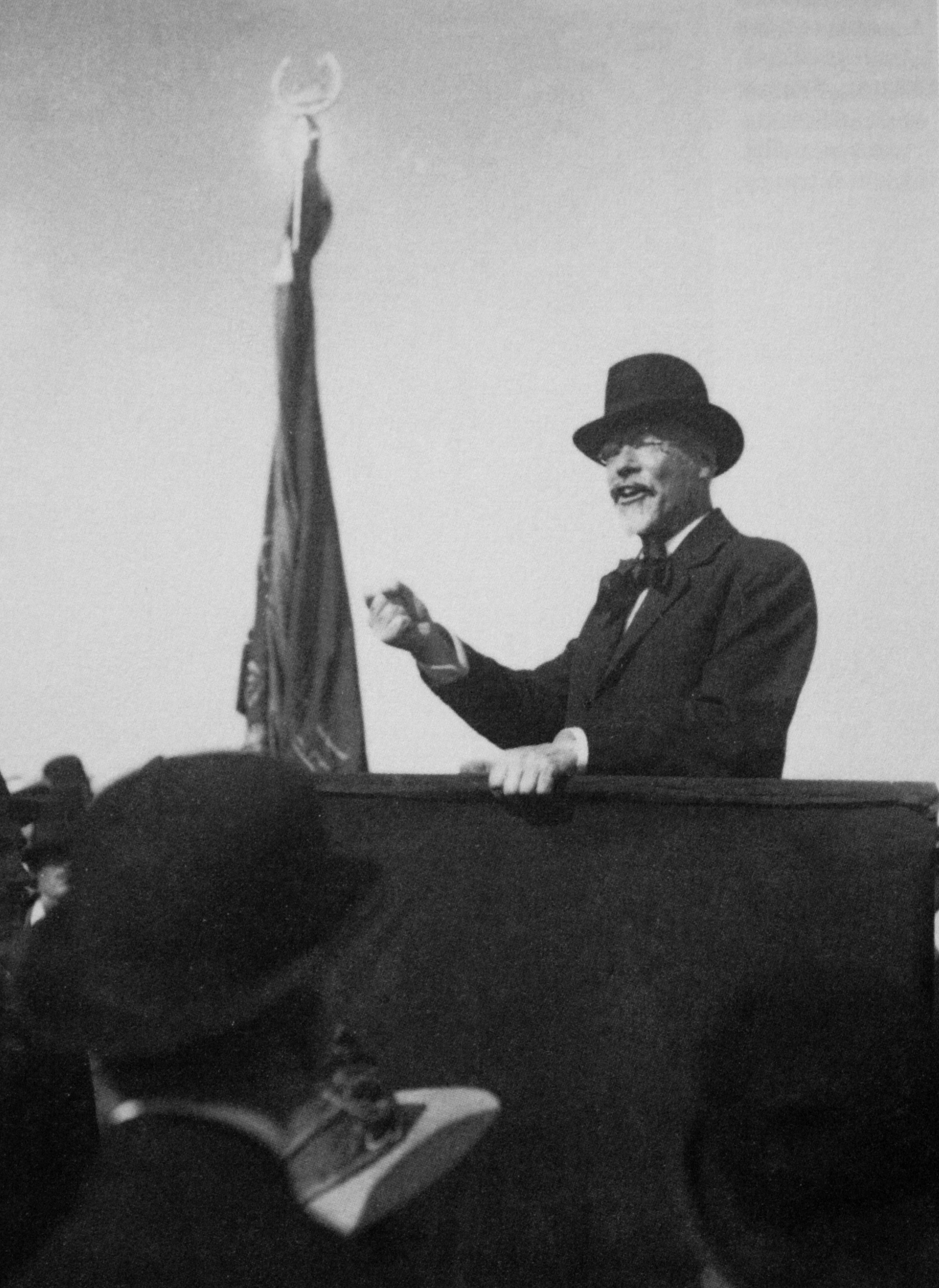
Hinke Bergegren i talarstolen

## Historia
Sveriges Socialdemokratiska Arbetareparti (SAP) grundades 1889, och 1897 bildades dess ungdomsförbund, Svenska Socialistiska Ungdomsförbundet, som på den tiden kallade sig Ungsocialisterna. På första kongressen 1899 deltog 15 ombud från 8 klubbar fördelade på städerna Stockholm, Göteborg, Eskilstuna, Västerås, Malmö och Gävle.
I kontrast till moderpartiet rörde sig Ungsocialisterna fort mot en revolutionär riktning. Det fanns ännu inget samförstånd inom socialdemokratin om man skulle röra sig i reformistisk eller revolutionär riktning. Tidigt började partiledningen att isolera ungdomsförbundet. Ett nytt förbund bildades, de Socialdemokratiska Ungdomsförbundet (dagens Ung Vänster och SKU) genom att Malmöklubben, (som var förbundets största klubb) och två angränsande klubbar i Sofielund och Svedala vid en konferens 1903 antog partiets program i sin helhet och en stark antimilitaristisk hållning. 1905 så antas det nya förbundet som partiets nya ungdomsförbund, och efter det isoleras Ungsocialisterna. Två ledande personer inom förbundet, Carl G. Schröder och Hinke Bergegren utesluts 1908 och skilsmässan blir därefter oundviklig. Hela organisationen följer efter och på en förbundets extra kongress den 23-25 augusti beslöts ett nytt parti bildas, Ungsocialistiska Partiet.
Ungsocialisterna hjälpte till att sprida de socialistiska idéerna genom bland annat tidningarna Brand och Lysekils-Kuriren. Ungsocialisterna var en stor folkrörelse med 378 lokalavdelningar över hela landet – fler än den mäktiga FNL-rörelsen på 1970-talet som hade drygt 200 lokalavdelningar. 
Det finns en allmän händelsebeskrivning om att "ungsocialisterna startade SAC". Påståendet är inte direkt felaktigt men processen är heller inte så enkel. I tidningen Brand presenterades olika socialistiska ideologier, som syndikalism, anarkism, marxism och liknande tankeriktningar. Det är dock svårt att avgöra huruvida de skulle ha förespråkat någon enskild av dessa socialistiska inriktningar. Ungsocialisterna var heller inte fast i någon direkt ideologi även om de anarkistiska tendenserna var starka. 
Vid planerna på bildandet av SAC var det dessutom många inom Ungsocialisterna som var tveksamma. Man ville bland annat inte ge upphov till en söndring av den svenska fackföreningsrörelsen, och många av ungsocialisterna var på den tiden aktiva inom LO. Förbundet var alltså splittrat i frågan om SAC:s bildande. 
I och med den misslyckade Storstrejken 1909 fick man kraft att bilda en ny fackförening. Skåneavdelningen med den så kallade Lundakommittén, vari bland annat ingick ungsocialisten Gustav Sjöström, blev drivande i frågan och 1910 bildades SAC, Sveriges Arbetares Centralorganisation.
Vid kongressen 1923 beslutades att återgå till den tidigare förbundsbeteckningen och man fastställde föreningens namn till Sveriges Ungsocialistiska Förbund.
Kongressen 1934 beslutade åter om namnbyte, denna gång till Anarkistiska propagandaförbundet. 1965 bytte organisationen återigen namn, nu till Anarkistiska federationen. I slutet av 1960-talet lades organisationen slutligen ner.

## Kända medlemmar
- John Andersson
- Hinke Bergegren
- Ragnar Casparsson
- Maj Hirdman
- Gunnar Hirdman = signaturen Danko
- Hilma Hofstedt
- Axel Holmström
- Albert Jensen
- Leon Larsson
- Anton Nilson
- Carl G. Schröder
- Gustav Sjöström
- Hjalmar Wång